# Периодическая болезнь
Периодическая болезнь (или армянская болезнь, или наследственный семейный амилоидоз без невропатии, или средиземноморская семейная лихорадка, другие названия: пароксизмальный синдром Джэйнуэя — Мозенталя, периодический перитонит, синдром Рейманна, болезнь Сигала — Маму) — сравнительно редкое, генетически обусловленное аутосомно-рецессивное наследственное заболевание, проявляющееся периодически рецидивирующим серозитом и относительно частым развитием амилоидоза. Встречается преимущественно у представителей народностей, предки которых жили в странах на территории Средиземноморского бассейна (вне зависимости от места их нынешнего проживания), особенно у армян, евреев (чаще сефардов), арабов и лишь в 6 % случаев у лиц прочих национальностей.

## Этиология
Периодическая болезнь является генетически обусловленным заболеванием, в её основе лежит мутация в экзонах гена MEFV, располагающегося в коротком плече 16 хромосомы. На данный момент зафиксировано как минимум 73 варианта мутации.

## Формы заболевания
- абдоминальная (боли в животе — наиболее частые проявления данной патологии);
- васкулярная;
- суставная;
- плевральная;
- менингеальная;
- смешанная.

## Клинические проявления
Дебют заболевания в 80 % случаев приходится на возраст до 20 лет.
- эпизоды лихорадки до 40 °C и выше продолжительностью, как правило, 12—72 часа (наблюдается у 100 % больных)
- интервал между атаками — 3-4 недели;
- асептический перитонит — острая абдоминальная боль (82-98 %);
- плеврит — острая боль в грудной клетке (30 %);
- перикардит (<1 %);
- артрит, как правило, моноартрит коленного сустава со значительным выпотом (75 %);
- эризипелоидподобная (рожеподобная) сыпь на голенях и стопах;
- неврологическая симптоматика (головная боль, светобоязнь, слезотечение, нарушение сна, шум в голове и ушах)
- отек и болезненность мошонки у молодых мужчин[4].

Клинические проявления могут провоцироваться климатическими факторами, приёмом алкоголя, инфекциями, алиментарными отравлениями. Сезонность проявления зависит от региона. Для России — это межсезонье весна-лето и лето-осень.

## Осложнения
Основным осложнением периодической болезни является АА-амилоидоз, как правило, локализующийся в почках. Иногда может отмечаться амилоидоз ЖКТ, печени, селезёнки, реже — сердца, яичек и щитовидной железы.
Редким осложнением является спаечная болезнь, развивающаяся в результате периодически повторяющегося перитонита.

## Диагностика
Очень важен тщательный сбор генеалогического анамнеза, особое внимание необходимо обратить на наличие периодических лихорадок у родственников и случаев смерти от почечной недостаточности в семье. Так же следует принимать во внимание этническую принадлежность пациента.
Молекулярно-генетическое типирование не является абсолютно точным методом диагностики в данном случае, поскольку не все виды мутаций, при которых развивается данное заболевания, известны. Кроме того, большинству лабораторий доступны для определения только наиболее распространённые мутации.
Основными используемыми в мире критериями являются критерии Тель-Хашомера, но они адаптированы для популяций с высокой частотой.
| Большие критерии        | Типичные атаки: 1. Перитонит (генерализованный) 2. Плеврит (односторонний) или перикардит 3. Моноартрит (коленного, тазобедренного, голеностопного суставов) |
| Малые критерии          | 1—3. Неполная атака с вовлечением ≥1 из нижеприведенных локализаций: 1. Живот 2. Грудная клетка 3. Сустав 4. Нагрузочная боль в ногах 5. Хороший ответ на терапию колхицином |
| Поддерживающие критерии | 1. Наличие случаев FMF в семейном анамнезе 2. Принадлежность к соответствующей этнической группе 3. Возраст начала заболевания до 20 лет 4—9. Характеристика атаки: 1. Тяжелая, приковывающая к постели 2. Спонтанное разрешение атаки 3. Наличие бессимптомных промежутков 4. Повышение уровня лабораторных маркеров воспаления с возрастанием значений ≥1 из следующих признаков: количество лейкоцитов в клиническом анализе крови, СОЭ, сывороточный амилоид А и/или фибриноген 5. Эпизоды протеинурии/гематурии 6. Непродуктивная лапаротомия или удаление «белого» (без флегмонозного воспаления) аппендикса 10. Кровнородственный брак родителей |

Для постановки диагноза необходимо соответствие ≥1 большим критериям, или ≥2 малым критериям, или 1 большому + ≥5 поддерживающим критериям, или 1 мало- му + ≥4 поддерживающим критериям из числа первых 5.

## Лечение
Основой лечения является колхицин, он значительно снижает риск развития амилоидоза. При приёме колхицина могут нарушаться функции костного мозга, печени. В связи с этим в процессе лечения колхицином важно вести мониторинг показателей клинического анализа крови, а также параметров функции печени (АЛТ, АСТ)
Используется симптоматическое лечение во время атак нестероидными противовоспалительными средствами.

## В культуре
- В 6-м эпизоде 5-го сезона телесериала «Доктор Хаус» пациенты (отец и дочь) едва не умерли из-за семейной средиземноморской лихорадки, вызвавшей ангедонию и сомнамбулизм.
- Наследственная средиземноморская лихорадка упоминается в 1-м эпизоде 3-го сезона телесериала «Клиника» как редкая болезнь, которую сложно диагностировать. Такой диагноз ставится пациентке с болями в животе по подсказке доктора Кокса после того, как все проведенные исследования исключили более распространенные диагнозы. Кроме того, эта болезнь упоминается в 12 эпизоде 2 сезона, когда ипохондрику Корману доктор Кокс припомнил, что в предыдущий визит больной заявил, что у него симптомы этой болезни.